# Ivana Chýlková
Ivana Chýlková (ur. 27 września 1963 w Pradze) – czeska aktorka teatralna i filmowa.
Uczyła się w konserwatorium w Ostrawie, a następnie na Wydziale Teatralnym Akademii Sztuk Scenicznych w Pradze. W latach 1988–1991 pracowała w teatrze w Ústí nad Labem, następnie w teatrach praskich (Na zábradlí, Činoherní klub).

## Filmografia
- 1983: Zbyt późne popołudnie Fauna (Faunovo velmi pozdní odpoledne) jako Kateřina
- 1989: Czuły barbarzyńca (Něžný barbar) jako Tereza
- 1992: Spadek albo Kurwachopygutntag (Dědictví aneb Kurvahošigutntag) jako Ulrichová
- 1993: Dzięki za każde nowe rano (Díky za každé nové ráno) jako Olga
- 2003: Niewierne gry (Neverné hry) jako Ivanka
- 2005: Skrzat (Skřítek) jako nauczycielka syna
- 2007: Ogólniak (Gympl) jako Kolmanová
- 2014: Neviditelní jako Nora (serial)